# レソトにおける死刑

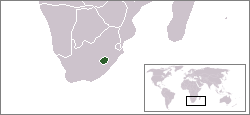
レソトの位置

レソトにおける死刑（レソトにおけるしけい）の項目では、レソトにおける死刑について解説する。

## 概要
レソトにおいて最後に行われた死刑執行は1996年であり、以降執行は行われていない。レソトの刑法（刑事訴訟及び証拠法）においては国家反逆罪・殺人罪・HIVウイルスを拡散させる危険性のある強姦に対して適用される。死刑の執行は刑法298条の規定に基づき絞首刑が用いられる。専任の死刑執行人は置かれていない。また同法によって18歳未満及び妊婦に対する死刑の執行は禁じられている。2012年3月のアムネスティ・インターナショナルによる報告によれば、レソトは現在も一般的な犯罪に対する刑罰の一部に死刑が組み込まれている国家のひとつである。